# House of Assembly (Barbados)
Das House of Assembly (deutsch Versammlungshaus) ist das Unterhaus im Zweikammersystem von Barbados.
Die Wurzeln des Parlaments reichen bis in das Jahr 1639 zurück, als die Abgeordneten des House of Burgesses, Vorläufer des House of Assembly, zur ersten Sitzung zusammentraten.
Es besteht aus 30 Abgeordneten, die für fünf Jahre in 30 Wahlkreisen nach dem Mehrheitswahlsystem gewählt werden. Aktiv wahlberechtigt sind Staatsbürger von Barbados sowie Bürger aus anderen Commonwealth-Staaten, die seit mindestens drei Jahren in Barbados leben. Das Mindestalter liegt bei 18 Jahren. Passiv wahlberechtigt sind Bürger von Barbados, die mindestens 21 Jahre alt sind.
Die Kammer befindet sich im Ostflügel des Parlamentsgebäudes. Speaker of the House of Assembly ist Arthur E. Holder.

## Wahlen
- Wahl 2013: Die Democratic Labour Party (DLP) blieb stärkste Partei, verlor aber vier Sitze. Die oppositionelle Barbados Labour Party (BLP) gewann vier Sitze dazu.
- Wahl 2018: Die bisher oppositionelle BLP gewann alle Sitze und Mia Mottley wurde erste Premierministerin von Barbados.

## Sprecher
- Col. Thomas Modyford, 1652, 1654, 1661-1654
- Capt. George Martin, 1665
- Lt. Col. Simon Lambert, 1660; 1669–1673
- Col. John Burch, 1661
- Samuel Farmer, 1665, 1667
- John Jennings, 1667
- Henry Walrond, 1669–1671
- Henry Skeete, 1672–1673
- Col. Christopher Codrington, 1674, 1678, 1681, 1682
- Col. William Sharpe, 1676–1678, 1682–1683
- Col. Richard, 1679–1681
- Richard Seawell, 1684–1685
- John Reid, 1685–1687, 1689
- John Farmer, 1687
- Judge Foster, 1688–1689
- J. Bromley, 1690–1691
- John Sutton, 1690–1691
- Wm. Foster, 1690
- Robert Harper, 1690
- John Mills 1691–1692
- Willoughby Chamberlaine, 1692–1693
- Col. Waterman, 1693–1694
- Abel Alleyne, 1694
- Col. John Colleton, 1694–1695
- Col. Robert Bishop, 1695–1696
- Lt. Col. Thomas Maxwell, 1697–1700, 1702, 1703
- James Colleton, 1700–1701
- Lt. Col. Richard Downes, 1701–1702, 1708–1712
- William Holder, 1703–1706
- Wm. Wheeler, 1706–1707
- Reynold Alleyne, 1712, 1714–1715
- William Carter, 1712, 1714, 1715–1717
- Edmund Sutton, 1717–1720
- George Forester, 1722–1723
- Henry Peers, 1727–1731, 1736–1740
- John Lyte, 1740–1742, 1760–1767
- Sir William Gibbons, Bart, 1742–1760
- John Gay Alleyne, Bart, 1767–1770, 1772–1779
- Samson Wood, 1770–1772, 1780–1787
- Joshua Gittens, 1797–1804
- John Beckles, 1804–1819
- Thomas Griffith, 1819–1821
- Cheeseman Moe, 1823–1825
- Robert Haynes, 1825–1829
- Col. Nathaniel Forte, 1829–1835
- Samuel Hinds, 1836–1839
- Sr. R.B. Clarke, 1839–1840
- George Taylor, 1841–1846
- Francis Gooding, M.B., 1846–1847
- Sir John Thomas, 1847–1860
- Chas Packer, 1861–1867
- Thomas Gill, 1867–1870
- Edmund Lee Haynes, 1870
- Agustus Briggs, 1871–1875
- John Glasgow Grant, 1875–1879
- George C. Pil, 1879–1880
- Henry Pilgrim, 1880
- John Kellman, 1881–1883
- A.J. Pile, C.M.G., 1883–1885, 1887–1889, 1891–1893, 1894–1898
- Timothy Yearwood, 1886–1887
- W.H. Greaves, 1889–1890
- E.B. Colvin, 1891–1893
- Sir F.J. Clarke, K.C.M.G., V.D., 1898–1934
- G.D.L. Pile, O.B.E., 1934, 1937, 1942–1944
- Sir. H.B.G. Austin, O.B.E., 1934–1937, 1938–1942
- G.B. Evelyn, 1944–1948
- Sir K.N.R. Husbands, 1948–1956
- H.G.H. Cummins, C.B.E., 1956–1958
- Sir J.E.Theodore Brancker, Q.C., 1961–1966
- N.G.A. Maxwell, Esq., LL.B., 1971–1976
- C.A.E. Hoppin, Esq., J.P., 1976
- W.C.B. Hinds, Esq., 1976–1984
- C. Lindsay Bolden, Esq., LL.B., 1984–1986
- Lawson A. Weekes, G.C.M., J.P., M.P., 1986–1994
- His Hon. Ishmael A. Roett, G.C.M., M.P., 1994–1999, 1999–2004, 2004–2008
- His Hon. Michael A. Carrington, M.P., 2008–2013, 2013–2018
- His Honour Arthur E. Holder LL.B., 2018 – heute[1]